# Municipio de Plumcreek
El municipio de Plumcreek (en inglés: Plumcreek Township) es un municipio ubicado en el condado de Armstrong en el estado estadounidense de Pensilvania. En el año 2000 tiene una población de 2.508 habitantes y una densidad poblacional de 23 personas por km².

## Geografía
El municipio de Plumcreek se encuentra ubicado en las coordenadas 40°42′39″N 79°21′04″O / 40.71083, -79.35111.

## Demografía
Según la Oficina del Censo en 2000 los ingresos medios por hogar en la localidad eran de $39,744 y los ingresos medios por familia eran $45,559. Los hombres tenían unos ingresos medios de $48,802 frente a los $29,095 para las mujeres. La renta per cápita para la localidad era de $17,624. Alrededor del 13,9% de la población estaban por debajo del umbral de pobreza.